# 第26潜水戦隊 (ドイツ海軍)
第26潜水戦隊（独: 26. Unterseebootflottille 英: 26th U-boat Flotilla）とは、ドイツ海軍Uボートによる潜水艦隊（戦隊）である。
1941年4月、ピラウにおいてハンス＝ゲリット・フォン・シュトックハウゼン少佐の元、独: Ausbildungsflottille（訓練隊）として設立された。新兵を対象にした3-4週間に渡る射撃、魚雷発射訓練を主に行った。1945年には赤軍が東欧に深く攻入ったため母港をヴァーネミュンデに移動している。1945年5月ドイツ降伏のため解隊。

## 母港
- 1941年4月 - 1945年 ピラウ
- 1945年 - 1945年5月 ヴァーネミュンデ

## 指揮官
| 指揮官                                                                     | 期間                  |
| -------------------------------------------------------------------------- | --------------------- |
| ハンス＝ゲリット・フォン・シュトックハウゼン (Hans-Gerrit von Stockhausen) | 1941年4月 - 1943年1月 |
| カール＝フリードリヒ・メルテン (Karl-Friedrich Merten)                     | 1943年1月 - 1943年4月 |
| ヘルムート・ブリュンマー＝パッツィヒ (Helmut Brümmer-Patzig)               | 1943年4月 - 1945年3月 |
| エルンスト・バウアー (Ernst Bauer)                                         | 1945年3月 - 1945年5月 |

## 所属艦
| - U 37 - U 46 - U 48 - U 52 - U 80 - U 101 - U 351 |